# Jambalaya

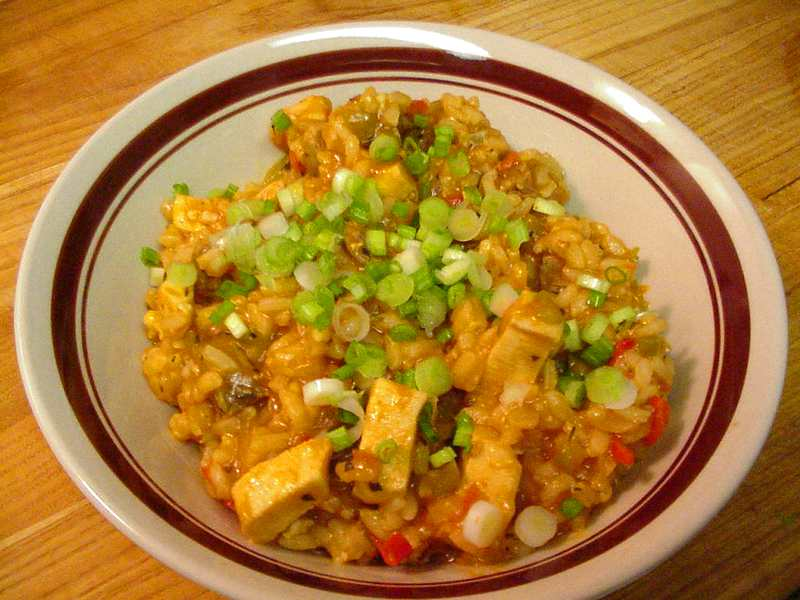

Jambalaya is een rijstschotel die ontstaan is in de Creoolse en Cajunse keuken in Louisiana (Verenigde Staten). Het gerecht is van oorsprong een afgeleide van het Spaanse rijstgerecht paella ontwikkeld toen Spanje het gebied, dat de Louisiana Purchase omvat, beheerste. Het belangrijkste verschil is de vervanging van de toentertijd in Amerika weinig voorkomende saffraan door tomaten. De Oxford English Dictionary  geeft aan dat het woord jambalaya afstamt van het Provençaalse woord 'jambalaia', wat 'gemengd' of 'gemixt' betekent, en ook 'pilaf' en rijst.  
Om jambalaya te bereiden kookt men rijst in een pan samen met groente en vlees. Rijst vormt het hoofdingrediënt. Het gerecht wordt aangevuld met ui, paprika en bleekselderij. Het vlees bestaat vaak uit gerookte worst (zoals chorizo) en kan ook kip, ham en in het oorsprongsgebied zelfs schildpad en alligator bevatten. Meestal maakt ook fruit de mer zoals schelp- en schaaldieren deel uit van het gerecht. Vaak wordt ook tabascosaus toegevoegd om het gerecht op smaak te brengen. Er zijn net zoveel variëteiten van jambalaya als er koks zijn die het gerecht bereiden. Jambalaya uit de gebieden waar de Cajuns wonen wordt meestal op een andere manier bereid dan jambalaya uit New Orleans.
De stad Gonzales in Louisiana is de zelfbenoemde jambalayahoofdstad van de wereld. Elk voorjaar wordt daar het Jambalaya Festival gehouden.
Het gerecht werd bezongen in de hit "Jambalaya (On the Bayou)" door de Amerikaanse countryzanger Hank Williams in 1952, in 1961 door   Fats Domino, in 1972 door The Blue Ridge Rangers met ex-Creedence Clearwater Revival's voorman John Fogerty en in 1974 door het Amerikaanse duo The Carpenters.